# Liste der Stolpersteine in Vestfold

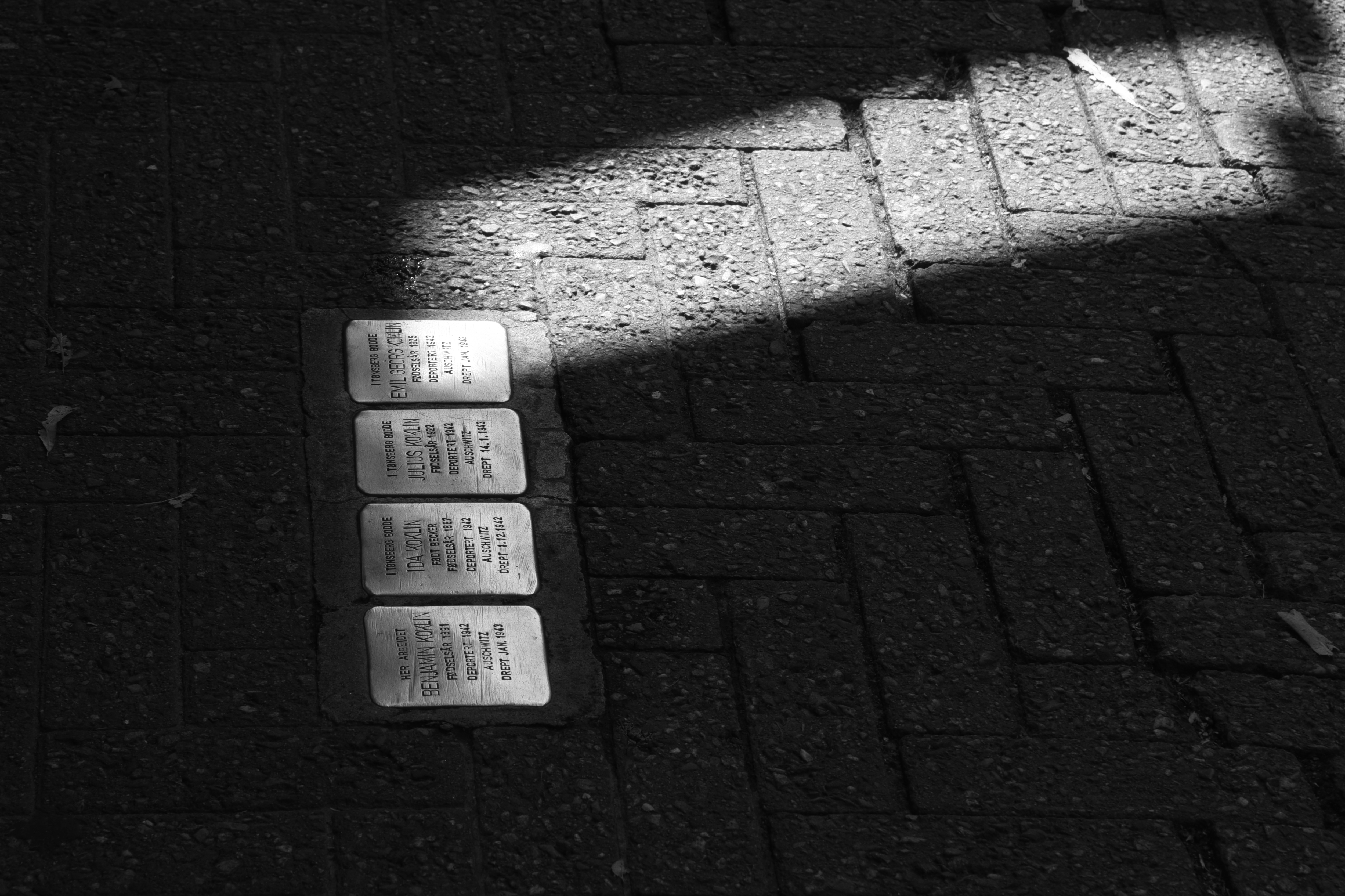
Stolpersteine in Tønsberg

Die Liste der Stolpersteine in Vestfold listet alle Stolpersteine in der norwegischen Provinz (Fylke) Vestfold auf. Stolpersteine erinnern an das Schicksal der Menschen, die von den Nationalsozialisten ermordet, deportiert, vertrieben oder in den Suizid getrieben wurden. Die Stolpersteine wurden vom deutschen Künstler Gunter Demnig konzipiert und werden zumeist von ihm selbst verlegt. Im Regelfall liegen die Stolpersteine vor dem letzten selbstgewählten Wohnort des Opfers. Stolpersteine werden auf Norwegisch snublesteiner genannt.
Alle Stolpersteine in dieser Provinz sind jüdischen Opern gewidmet. Die ersten Verlegungen fanden im September 2012 in Larvik statt.

## Holocaust in Norwegen

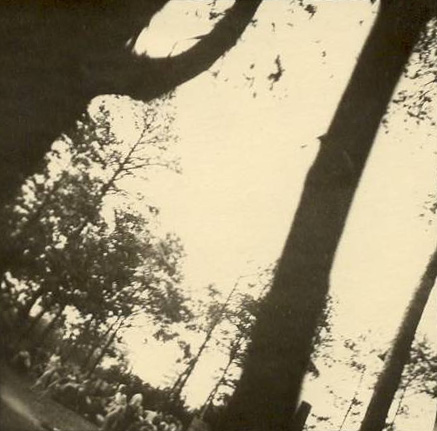
Nackte Opfer kurz vor der Gaskammer, Auschwitz 1944

Norwegen war von 9. April 1940 bis 8. Mai 1945 von deutschen Truppen besetzt. Damals befanden sich rund 2.100 jüdische Norweger und Flüchtlinge aus Mitteleuropa im Land. Von diesen konnten sich rund tausend Personen ins neutrale und nicht besetzte Schweden retten. Am 26. November 1942 wurden von norwegischer Polizei und Gestapo 532 norwegische Juden (302 Männer, 188 Frauen und 42 Kinder) der SS übergeben. Sie gelangten mit einem Frachtschiff des Norddeutschen Lloyd, der Donau, nach Stettin und wurden von dort in das KZ Auschwitz-Birkenau deportiert. 346 von ihnen, darunter alle Frauen und Kinder, wurden unmittelbar nach der Ankunft am 1. Dezember 1942 in den Gaskammern ermordet. 186 Männer überstanden die Selektion und bekamen die Nummern 79064 bis 79249 eintätowiert. Nur neun von ihnen konnten die Shoah überleben. Am 25. Februar wurden weitere 158 Juden mit der Gotenland nach Stettin verschifft und über Berlin nach Auschwitz gebracht. 28 Männer wurden als arbeitsfähig eingestuft, die anderen sofort ermordet. Dies geschah am 3. März 1943.

## Verlegte Stolpersteine

### Larvik
In Larvik wurden neun Stolpersteine an einer Adresse verlegt:
| Stolperstein | Übersetzung | Verlegeort | Name, Leben |
| ------------ | --- | ---------- | --- |
|              | HIER GEDENKT MAN ELIAS SACHNOWITZ GEBOREN 1911 DEPORTIERT 1942 AUSCHWITZ GETÖTET 22.2.1943                                | Torget 4   | Elias Sachnowitz wurde am 1. Oktober 1911 in Larvik geboren. Seine Eltern waren Israel Leib Sachnowitz und Sara geb. Lahn. Der Vater stammte aus Russland, die Mutter aus Lettland. Er hatte sieben Geschwister: Martin, Samuel, Rebekka Rita, Marie, Herman, Frida und Frank. Seine Mutter erkrankte und starb Anfang 1939. Als der Antisemitismus in Norwegen anschwoll, kaufte die Familie den einsam gelegenen Hof Gjein in Stokke, um den Schikanen zu entgehen. Er leitete drei Filialen des Familienunternehmens, war sportlich aktiv und spielte Geige. Am 26. Oktober 1942 wurde er – wie auch sein Vater und seine Brüder – verhaftet und in das Gefangenenlager Berg nahe Tønsberg überstellt. Einen Monat später wurden alle Männer der Familie Sachnowitz mit dem Frachtschiff Donau nach Stettin und von dort im Viehwaggon in das Vernichtungslager Auschwitz deportiert. Auch Schwester Marie war an Bord. Unmittelbar nach der Ankunft am 1. Dezember 1942 wurden Vater und Schwester in die Gaskammer geschickt und getötet. Elias Sachnowitz und seine Brüder wurden zur Zwangsarbeit eingeteilt. Er und drei seiner Brüder verloren im Lauf des Jahres 1943 ihre Leben. Elias Sachnowitz wurde am 22. Februar 1943 umgebracht. Auch seine anderen Schwestern wurden in Auschwitz ermordet, dazu noch viele entfernte Verwandte. Einzig sein Bruder Herman Sachnowitz konnte die Shoah überleben. Er schrieb ein Buch über die Auslöschung seiner Familie und starb 1978. |
|              | HIER GEDENKT MAN FRANK SACHNOWITZ GEBOREN 1925 DEPORTIERT 1942 AUSCHWITZ GETÖTET AUGUST 1943 NATZWEILER                   | Torget 4   | Frank Sachnowitz wurde am 8. Februar 1925 in Larvik geboren. Er war das jüngste Kind von Israel Leib Sachnowitz und Sara geb. Lahn. Der Vater stammte aus Russland, die Mutter aus Lettland. Er hatte sieben Geschwister: Martin, Elias, Samuel, Rebekka Rita, Marie, Herman und Frida. Seine Mutter erkrankte und starb Anfang 1939. Als der Antisemitismus in Norwegen anschwoll, kaufte die Familie kaufte den einsam gelegenen Hof Gjein in Stokke, um den Schikanen zu entgehen. Er ging noch zur Schule, als er am 26. Oktober 1942 – wie auch sein Vater und seine Brüder – verhaftet und in das Gefangenenlager Berg bei Tønsberg überstellt wurde. Einen Monat später wurden alle Männer der Familie Sachnowitz mit dem Frachtschiff Donau nach Stettin und von dort im Viehwaggon in das Vernichtungslager Auschwitz deportiert. Auch Schwester Marie war an Bord. Unmittelbar nach der Ankunft am 1. Dezember 1942 wurden Vater und Schwester in die Gaskammer geschickt und getötet. Frank Sachnowitz und seine Brüder wurden zur Zwangsarbeit eingeteilt. Er und drei seiner Brüder starben im Lauf des Jahres 1943. Frank Sachnowitz wurde nach langer Krankheit ins Krankenrevier gebracht und von dort am 30. Juli 1943 in das KZ Natzweiler-Struthof verschleppt. Er wurde grausamen medizinischen Experimenten unterzogen und am 17. oder 19. August 1943 vergast. Teile seiner Leiche wurden an das Gerichtsmedizinische Institut der Universität Straßburg übersandt, wo während der NS-Zeit eine Sammlung für unvollständige Menschen angelegt wurde. Auch die zwei anderen Schwestern wurden in Auschwitz ermordet, dazu noch viele entfernte Verwandte. Einzig sein Bruder Herman Sachnowitz konnte die Shoah überleben. Er schrieb ein Buch über die Auslöschung seiner Familie und starb 1978. |
|              | HIER GEDENKT MAN FRIDA SACHNOWITZ GEBOREN 1923 DEPORTIERT 1942 AUSCHWITZ GETÖTET 3.3.1943                                 | Torget 4   | Frida Sachnowitz wurde am 21. Juli 1923 in Larvik geboren. Sie war die jüngste Tochter von Israel Leib Sachnowitz und Sara geb. Lahn. Der Vater stammte aus Russland, die Mutter aus Lettland. Sie hatte sechs ältere Geschwister und sechs jüngeren Bruder: Martin, Rebekka Rita, Elias, Samuel, Marie, Herman und Frank. Ihre Mutter erkrankte und starb Anfang 1939. Frida Sachnowitz war Gymnasiastin, war sowohl sportlich als auch musikalisch aktiv und hatte eine schöne Stimme. Während alle Männer der Familie Sachnowitz und ihre Schwester Marie am 26. November 1942 mit dem Frachtschiff Donau deportiert wurden, blieb sie an diesem Tag mit ihrer älteren Schwester Rebekka Rita in Oslo zurück. Die jungen Frauen mussten im Gefängnis Bredtveit auf den nächsten Transport warten. Am 25. Februar 1943 wurden beide mit dem Frachter Gotenland deportiert, am 3. März 1943 kamen sie im Vernichtungslager Auschwitz an, wurden direkt in die Gaskammer geschickt und ermordet. Vater und Schwester Marie waren schon am 1. Dezember 1942 in einer der Gaskammern von Auschwitz ermordet worden, auch vier ihrer fünf Brüder kamen im Zuge der Shoah ums Leben. |
|              | HIER GEDENKT MAN HERMAN SACHNOWITZ GEBOREN 1921 DEPORTIERT 1942 AUSCHWITZ TODESMARSCH BERGEN-BELSEN BEFREIT 1945 ÜBERLEBT | Torget 4   | Herman Sachnowitz wurde am 13. Juni 1921 in Larvik geboren. Seine Eltern waren die aus Riga stammende Sara, geborene Lahn, und der der aus Krasjapolja stammende Israel Leib Sachnowitz. Herman Sachnowitz hatte sechs Geschwister: Martin (geboren 1910), Elias (geboren 1911), Samuel (geboren 1912), Rebekka Rita (geboren 1915), Marie (geboren 1919), Frida (geboren 1923) und Frank (geboren 1925). Seine Mutter starb 1939 an einer Krankheit. Am 26. Oktober 1942 wurde er – wie auch sein Vater und seine Brüder – verhaftet und in das Gefangenenlager Berg nahe Tønsberg überstellt. Einen Monat später wurden Herman Sachnowitz, sein Bruder und sein Vater mit dem Frachtschiff Donau nach Stettin transportiert. Auch seine Schwester Marie war an Bord, sie blieb anderen vor allem wegen ihres Gesanges während des Transportes in Erinnerung. Von Stettin wurden sie im Viehwaggon in das Vernichtungslager Auschwitz deportiert. Unmittelbar nach der Ankunft am 1. Dezember 1942 wurden sein Vater und seine Schwester in einer Gaskammer ermordet. Hermann Sachnowitz und seine Brüder wurden zur Zwangsarbeit eingeteilt. Einer nach dem Anderen seiner Brüder wurden im Verlaufe des Jahres 1943 ermordet. Elias Sachnowitz und seine Brüder wurden zur Zwangsarbeit eingeteilt. Er und drei seiner Brüder verloren im Lauf des Jahres 1943 ihre Leben, genauso wie seine anderen Schwester, die ebenfalls nach Auschwitz deportiert worden waren. Herman Sachnowitz hatte bei der Ankunft im Lager Musiker angegeben, er wurde Teil des Lagerorchesters und überlebte so als einziger seiner Familie die Shoah. Im Jahr 1976 veröffentlichte er das Buch ”Det angår også deg” [Es betrifft dich auch]. Das Buch gilt als eines der zehn wichtigsten norwegischen Bücher zum Zweiten Weltkrieg. Hermann Sachnowitz starb am 5. März 1978. |
|              | HIER GEDENKT MAN ISRAEL LEIB SACHNOWITZ GEBOREN 1880 DEPORTIERT 1942 AUSCHWITZ GETÖTET 1.12.1942                          | Torget 4   | Israel Leib Sachnowitz wurde am 31. März 1880 in Krasjapolja, Russland, geboren. Er emigrierte 1907 nach Norwegen und heiratete Sara geb. Lahn, geboren 1885 in Riga, Lettland. Das Paar hatte acht Kinder: Martin (geb. 1910), Elias (geb. 1911), Samuel (geb. 1912), Rebekka Rita (geb. 1915), Marie ‘Maja’ (geb. 1919), Herman (geb. 1920), Frida (geb. 1923) und Frank (geb. 1925). Nach der Geburt jedes Kindes pflanzte der Vater vor dem Haus der Familie einen Apfelbaum. Seine Frau erkrankte und starb Anfang 1939. Auch für sie pflanzte er einen Apfelbaum. In den ersten Zeit nach der deutschen Besetzung Norwegens eskalierte der Antisemitismus im Lande und der pater familias gewann Abstand und Schutz durch den Kauf des abgelegenen Hofes Gjein in Stokke. Dennoch blieb seine Familie nicht vor Verfolgung und Ermordung gefeit. Der alte Mann wurde am 26. Oktober 1942 festgenommen und gemeinsam mit seinen fünf Söhnen im Gefangenenlager Berg bei Tønsberg interniert. Einen Monat später wurden sie alle mit dem Frachtschiff Donau nach Stettin und von dort im Viehwaggon in das Vernichtungslager Auschwitz deportiert. Auch Tochter Marie war auf diesem Transport, auf dem Weg aus dem Oslofjord sang sie für die Gefangenen mit ihrer schönen Stimme das Lied Månestrålen, auf Deutsch Der Mondstrahl. Unmittelbar nach der Ankunft am 1. Dezember 1942 wurden Israel Leib Sachnowitz und seine Tochter in die Gaskammer geschickt und getötet. Die beiden anderen Töchter wurden zwar ebenfalls am 26. November 1942 festgenommen, aber erst mit dem Gotenland-Transport im Februar 1943 deportiert. Auch sie wurden unmittelbar nach der Ankunft in den Gaskammern ermordet. Alle Söhne wurden zur Zwangsarbeit eingeteilt, vier der fünf überlebten das Jahr 1943 nicht. Der einzige Sohn, der die Shoah überleben konnte, war Herman. Er kehrte nach Larvik zurück, schrieb später ein Buch: „Es betrifft dich auch.“ Er starb 1978. |
|              | HIER GEDENKT MAN MARIE SACHNOWITZ GEBOREN 1919 DEPORTIERT 1942 AUSCHWITZ GETÖTET 1.12.1942                                | Torget 4   | Marie Sachnowitz, auch Maja genannt, wurde am 11. April 1919 in Larvik geboren. Ihre Eltern waren Israel Leib Sachnowitz und Sara geb. Lahn (1885–1939). Der Vater stammte aus Russland, die Mutter aus Lettland. Sie hatte sieben Geschwister: Martin, Elias, Samuel, Rebekka Rita, Herman, Frida und Frank. Die Familie liebte Musik und praktizierte sie auch. Marie Sachnowitz war ein attraktives Mädchen, sie wurde zur Larvik-Prinzessin gewählt, und sie hatte eine besonders schöne Singstimme. Sie arbeitete als Verkäuferin. Am 26. November 1942 wurde sie aus dem Laden heraus, in dem sie arbeitete, verhaftet und noch am selben Tag mit dem Frachtschiff Donau abgeschoben. An Bord waren auch ihr Vater und ihre Brüder sowie ihr Verlobter, Idar Paltiel. Sie durfte an Deck und während das Schiff langsam den Oslofjord verließ, sang sie das Volkslied Månestrålen, auf Deutsch Der Mondstrahl. Es war ein magischer Moment und keiner der Überlebenden hat ihn je vergessen. Unmittelbar nach ihrer Ankunft im Vernichtungslager Auschwitz am 1. Dezember 1942 wurden Marie Sachnowitz und ihr Vater ums Leben gebracht. Sechs ihrer sieben Geschwister wurden ebenfalls in Auschwitz ermordet, dazu noch viele weitere Verwandte. Idar Paltiel, ihr Verlobter, wurde am 13. Februar 1943 ermordet. |
|              | HIER GEDENKT MAN MARTIN SACHNOWITZ GEBOREN 1910 DEPORTIERT 1942 AUSCHWITZ GETÖTET 14.3.1943                               | Torget 4   | Martin Sachnowitz wurde am 10. Oktober 1910 in Larvik geboren. Er war das älteste Kind von Israel Leib Sachnowitz und Sara geb. Lahn. Der Vater stammte aus Russland, die Mutter aus Lettland. Er hatte sieben Geschwister: Elias, Samuel, Rebekka Rita, Marie, Herman, Frida und Frank. Seine Mutter erkrankte und starb Anfang 1939. Martin war stark im Familienbetrieb eingebunden. Er spielte Posaune und Kontrabass, er war ein begeisterter Bridge-Spieler. Am 26. Oktober 1942 wurden er, sein Vater und seine Brüder festgenommen und im Gefangenenlager Berg bei Tønsberg interniert. Einen Monat später wurden sie alle mit dem Frachtschiff Donau nach Stettin und von dort im Viehwaggon in das Vernichtungslager Auschwitz deportiert. Auch Schwester Marie war an Bord. Unmittelbar nach der Ankunft am 1. Dezember 1942 wurden Vater und Schwester in die Gaskammer geschickt und getötet. Martin Sachnowitz und seine Brüder wurden zur Zwangsarbeit eingeteilt. Er und drei seiner Brüder starben im Lauf des Jahres 1943. Martin Sachnowitz wurde am 14. März 1943 ermordet. Auch die zwei anderen Schwestern wurden in Auschwitz ermordet, dazu noch viele entfernte Verwandte. Einzig Herman Sachnowitz konnte die Shoah überleben. |
|              | HIER GEDENKT MAN REBEKKA RITA SACHNOWITZ GEBOREN 1915 DEPORTIERT 1943 AUSCHWITZ GETÖTET 3.3.1943                          | Torget 4   | Rebekka Rita Sachnowitz wurde am 2. August 1915 in Larvik geboren. Sie war die älteste Tochter von Israel Leib Sachnowitz und Sara geb. Lahn. Der Vater stammte aus Russland, die Mutter aus Lettland. Sie hatte einen älteren Bruder und sechs jüngere Geschwister: Martin, Elias, Samuel, Marie, Herman, Frida und Frank. Ihre Mutter erkrankte und starb Anfang 1939. Rita Sachnowitz besuchte die Mittelschule und die Handelsschule und wurde Bürodame. In ihrer Freizeit musizierte sie gerne mit der Familie, sie spielte gut Klavier. Nach dem Tod der Mutter kümmerte sie sich liebevoll um die jüngsten Geschwister. Während alle Männer der Familie Sachnowitz und ihre Schwester Marie am 26. November 1942 mit dem Frachtschiff Donau deportiert wurden, blieb sie an diesem Tag mit ihrer kleinen Schwester Frida in Oslo zurück. Die jungen Frauen mussten im Gefängnis Bredtveit auf den nächsten Transport warten. Am 25. Februar 1943 wurden beide mit dem Frachter Gotenland deportiert, am 3. März 1943 kamen sie im Vernichtungslager Auschwitz an, wurden direkt in die Gaskammer geschickt und ermordet. Vater und Schwester Marie waren schon am 1. Dezember 1942 in einer der Gaskammern von Auschwitz ermordet worden, auch vier ihrer fünf Brüder kamen im Zuge der Shoah ums Leben. |
|              | HIER GEDENKT MAN SAMUEL SACHNOWITZ GEBOREN 1912 DEPORTIERT 1942 AUSCHWITZ GETÖTET 11.1.1943                               | Torget 4   | Samuel Sachnowitz wurde am 8. Dezember 1912 in Larvik geboren. Seine Eltern waren Israel Leib Sachnowitz und Sara geb. Lahn. Der Vater stammte aus Russland, die Mutter aus Lettland. Er hatte sieben Geschwister: Martin, Elias, Rebekka Rita, Marie, Herman, Frida und Frank. Seine Mutter erkrankte und starb Anfang 1939. Die Familie musizierte regelmäßig. Samuel spielte auch gut Schach und Bridge. Von Charakter und Temperament wurde er als zurückhaltend und sensibel beschrieben. Er war unverheiratet. Am 26. Oktober 1942 wurden er, sein Vater und seine Brüder festgenommen und im Gefangenenlager Berg bei Tønsberg interniert. Einen Monat später wurden alle Männer der Familie mit dem Frachtschiff Donau nach Stettin und von dort im Viehwaggon in das Vernichtungslager Auschwitz deportiert. Auch Schwester Marie war auf diesem Transport, auf dem Weg aus dem Oslofjord sang sie für die Gefangenen mit ihrer schönen Stimme das Lied Månestrålen, auf Deutsch Der Mondstrahl. Unmittelbar nach der Ankunft am 1. Dezember 1942 wurden Vater und Schwester in die Gaskammer geschickt und getötet. Samuel Sachnowitz und seine Brüder wurden zur Zwangsarbeit eingeteilt. Er und drei seiner Brüder starben im Lauf des Jahres 1943. Samuel Sachnowitz kam ins Krankenrevier und wurde dort am 11. Januar 1943 operiert und getötet. Die Brüder konnten seine letzten Schreie hören. Auch die zwei anderen Schwestern wurden in Auschwitz ermordet, dazu noch viele entfernte Verwandte. Einzig Herman Sachnowitz konnte die Shoah überleben. |

### Tønsberg
In der Stadt Tønsberg wurden 16 Stolperstein an drei Adressen verlegt.
| Stolperstein | Übersetzung | Verlegeort    | Name, Leben |
| ------------ | --- | ------------- | --- |
|              | HIER ARBEITETE ADOLF BERKOWITZ GEBOREN 1912 DEPORTIERT 1942 AUSCHWITZ GETÖTET 30.1.1943                         | Fayes gate 4  | Adolf Berkowitz wurde am 6. April 1912 in Berlin geboren. Seine Mutter war Ester Berkowitz geb. Halbkram, die in den frühen 1920er Jahren nach Norwegen emigrierte und dort eine zweite Ehe – mit Markus Jaffe – einging. Adolf Berkowitz, der in Deutschland geblieben war, erlernte die Berufe des Autogenschweißers, des Schlossers und Kunstschlossers. Er heiratete die aus Polen stammende Betty Bertha geb. Ostvicim (geb. 1913). Im Jahr 1937 flüchtete das Ehepaar nach Norwegen, nicht ahnend, dass dieses Land drei Jahre später vom NS-Regime überfallen und besetzt werden würde. Er wurde am 27. Oktober 1942 verhaftet und am 26. November 1942 – ebenso wie seine Mutter und seine Ehefrau – mit dem Frachtschiff Donau nach Deutschland und dann im Viehwaggon in das Vernichtungslager Auschwitz deportiert. Mutter und Ehefrau wurden unmittelbar nach der Ankunft in einer Gaskammer ermordet, Adolf Berkowitz überstand die Selektion an der Rampe und wurde zur Zwangsarbeit eingeteilt. Er wurde am 30. Januar 1943 in Auschwitz getötet. |
|              | IN TØNSBERG WOHNTE BETTY BERTA BERKOWITZ GEB. OSTVICIM GEBOREN 1913 DEPORTIERT 1942 AUSCHWITZ GETÖTET 1.12.1942 | Fayes gate 4  | Betty Berta Berkowitz geb. Erreich wurde am 9. Februar 1913 in Oświęcim, Polen, geboren. Ihre Eltern waren Josef Erreich und Chaia Helena. Sie wurde Näherin und arbeitete vorrangig mit Kunstseide. Sie heiratete Adolf Berkowitz (geb. 1912 in Berlin). Gemeinsam mit ihrem Ehemann flüchtete sie 1937 nach Norwegen, wo ihre Schwiegermutter Ester Jaffe geb. Halbkram bereits seit 1922 lebte. Sie wurde am 26. November 1942 festgenommen, nach Oslo überstellt und mit dem Frachtschiff Donau nach Deutschland deportiert. An Bord waren auch der Ehemann und die Schwiegermutter. Von Stettin erfolgte der Weitertransport im Viehwaggon in das Vernichtungslager Auschwitz. Unmittelbar nach der Ankunft am 1. Dezember 1942 wurden Betty berta Berkowitz und ihre Schwiegermutter direkt in die Gaskammer geschickt und getötet. Ihr Ehemann wurde zur Zwangsarbeit selektiert und am 30. Januar 1943 ermordet. |
|              | IN TØNSBERG WOHNTE ESTER JAFFE GEB. HALBKRAM GEBOREN 1883 DEPORTIERT 1942 AUSCHWITZ GETÖTET 1.12.1942           | Fayes gate 4  | Esther Jaffe geb. Halbkram wurde am 17. November 1883 in Tarnów, Polen, geboren. Sie heiratete einen Mann namens Berkowitz und hatte aus dieser Ehe einen Sohn, Adolf (geb. 1912 in Berlin). 1922 emigrierte sie nach Norwegen. Dort heiratete sie Markus Jaffe (geb. 1861), der aus Vilnius, Litauen, stammte und der aus einer früheren Ehe fünf Söhne hatte. Ihr eigener Sohn war in Deutschland geblieben, absolvierte eine Lehre als Schweißer und Schlosser und heiratete Betty geb. Ostvicim. 1937 flüchteten die beiden nach Norwegen. Am 26. November 1942 wurde Esther Jaffe verhaftet und in das Frachtschiff Donau zur Deportation nach Deutschland gebracht. An Bord waren auch ihr Ehemann, Sohn und Schwiegertochter sowie drei von Markus Jaffes Söhnen und deren Familien. Unmittelbar nach der Ankunft im Vernichtungslager Auschwitz wurden Esther Jaffe und ihr Ehemann direkt in die Gaskammer gebracht und ermordet. Keiner der gemeinsam mit ihr deportierten Verwandten überlebte Auschwitz. |
|              | IN TØNSBERG WOHNTE EVA MARIE JAFFE GEBOREN 1919 DEPORTIERT 1942 AUSCHWITZ GETÖTET 1.12.1942                     | Fayes gate 4  | Eva Marie Jaffe wurde am 22. August 1919 in Lillestrøm geboren. Ihre Eltern waren Leopold Jaffe (geb. 1892 in Oslo) und Rakel geb. Simansky (geb. 1894 in Schweden). Sie hatte einen jüngeren Bruder, Rudolf (geb. 1923). Die Familie zog nach Tønsberg, wo sie die Mittelschule und die Handelsschule besuchte. Danach arbeitete sie als Verkäuferin. Am 26. November 1942 wurde sie verhaftet und noch am selben Tag mit dem Frachtschiff Donau nach Deutschland verschleppt. An Bord befanden sich auch die Eltern, der Bruder und viele Verwandte väterlicher Seite. Unmittelbar nach ihrer Ankunft im Vernichtungslager Auschwitz am 1. Dezember wurde die 23-jährige Frau direkt in die Gaskammer geschickt und ermordet. Keiner ihrer deportierten Verwandten überlebte die Shoah. |
|              | HIER ARBEITETE LEOPOLD JAFFE GEBOREN 1892 DEPORTIERT 1942 AUSCHWITZ GETÖTET SEPT. 1943                          | Fayes gate 4  | Leopold Jaffe wurde am 3. Mai 1892 in Kristiania, wie Oslo damals hieß, geboren. Seine Eltern waren der Tabakarbeiter Markus Jaffe (geb. 1861) und Bertha Marie geb. Tarrel. Er hatte vier ältere Brüder, Isaak, Samuel, Samson und Moritz. Seine Mutter starb 1894, als er zwei Jahre alt war. Die Familie zog nach Tønsberg. Der Vater heiratete erneut, die ursprünglich aus Polen stammende Ester geb. Halbkram wurde seine Stiefmutter. Er besuchte die Mittel- und Gewerbeschule und übte danach den Beruf des Kaufmanns aus. Er heiratete die aus Schweden stammende Rakel geb. Simansky (geb. 1894). Das Paar hatte zwei Kinder, Eva Marie (geb. 1919) und Rudolf (geb. 1923). Sein Sohn besuchte die Statens Håndverks- og Kunstindustriskole in Oslo. Am 26. Oktober 1942 wurden er und sein Sohn verhaftet und in das Internierungslager Berg gebracht. Einen Monat später wurden beide mit dem Zug in den Hafen von Oslo überstellt und mit dem Frachtschiff Donau nach Deutschland deportiert. An Bord desselben Transports befanden sich Frau und Tochter, sein Vater sowie die Brüder Isaak und Samson mit ihren Familien. Unmittelbar nach der Ankunft im Vernichtungslager Auschwitz, an der Rampe, wurde die Familie auseinandergerissen. Seine Frau und seine Tochter, sein Vater und beide Brüder wurden sofort in die Gaskammern geschickt und ermordet. Leopold Jaffe und sein Sohn wurden zur Zwangsarbeit eingeteilt, aber ebenfalls getrennt. Der Sohn wurde im Januar 1943 ermordet, der Vater im September 1943. Insgesamt wurden 17 Stolpersteine für ermordete Mitglieder der Familie Jaffe verlegt – in Gjøvik, Halden, Oslo und Tønsberg. |
|              | HIER ARBEITETE MARKUS JAFFE GEBOREN 1861 DEPORTIERT 1942 AUSCHWITZ GETÖTET 1.12.1942                            | Fayes gate 4  | Markus Jaffe wurde am 13. Dezember 1861 in Vilnius, Litauen, geboren. Dort heiratete er Bertha Marie geb. Tarrel. Das Paar emigrierte 1886 nach Norwegen und bekam fünf Söhne: Isak (geb. 1882), Samuel (geb. 1886), Samson (geb. 1887), Moritz (geb. 1889) und Leopold (geb. 1892). Seine Ehefrau starb 1894, als die Kinder zwei bis zwölf Jahre alt waren. Markus Jaffe heiratete Ester geb. Halbkram, die auch schon einmal verheiratet war und einen Sohn hatte, der allerdings in Deutschland lebte. Markus Jaffe wurde am 26. Oktober 1942 verhaftet, jedoch am 7. November gemeinsam mit anderen älteren jüdischen Männern wieder freigelassen. Am 26. November 1942 wurde er neuerlich festgenommen, diesmal gemeinsam mit seiner Frau, und sofort mit dem Frachtschiff Donau Richtung Deutschland deportiert. An Bord waren auch drei seiner Söhne, Isaac, Samson und Leopold mit deren Frauen und Kindern. Ein vierter Sohn, Moritz, war bereits sechs Tage früher mit der Monte Rosa deportiert worden. Unmittelbar nach der Ankunft im Vernichtungslager Auschwitz am 1. Dezember 1942 wurden Markus Jaffe und seine Ehefrau direkt in die Gaskammer geschickt und ermordet. Auch alle anderen deportierten Familienmitglieder wurden ermordet. Von seinen fünf Söhnen konnte nur einer die Shoah überleben, Samuel. Er war mit einer Nicht-Jüdin verheiratet und blieb während der deutschen Besatzungszeit im Lager Berg interniert. Überleben konnten auch die drei Söhne seines Sohnes Moritz. In Norwegen finden sich insgesamt 17 Stolpersteine für die ermordeten Mitglieder der Familie Jaffe – sie liegen in Gjøvik, Halden, Oslo und Tønsberg. |
|              | IN TØNSBERG WOHNTE RAKEL JAFFE GEB. SIMANSKY GEBOREN 1894 DEPORTIERT 1942 AUSCHWITZ GETÖTET 1.12.1942           | Fayes gate 4  | Rakel Jaffe geb. Simansky wurde am 12. Januar 1894 im schwedischen Orsa geboren. Ihre Eltern waren Aron Simansky und Eva geb. Isaksson, ebenfalls in Schweden geboren. Sie kam 1918 nach Norwegen und heiratete Leopold Jaffe. Das Paar hatten zwei Kinder, Eva Marie (geb. 1919) und Rudolf (geb. 1923). Sie wurde am 26. November 1942 verhaftet und nach Akerhuskaia überstellt. Gemeinsam mit ihrer Tochter wurde sie auf den Frachter Donau gebracht und nach Deutschland deportiert. An Bord desselben Transports waren ihr Ehemann und ihr Sohn. Auch zahlreiche Verwandte der Familie ihres Ehemannes waren an Bord. Unmittelbar nach ihrer Ankunft im Vernichtungslager Auschwitz am 1. Dezember 1942 wurden Rakel Jaffe und ihre Tochter direkt in die Gaskammer geschickt und ermordet. Ehemann und Sohn überstanden die Selektion an der Rampe, wurden zur Zwangsarbeit eingeteilt und kamen beide im Jahr 1943 ums Leben, der Sohn im Januar, der Ehemann im September. |
|              | IN TØNSBERG WOHNTE RUDOLF JAFFE GEBOREN 1923 DEPORTIERT 1942 AUSCHWITZ GETÖTET 15.1.1943                        | Fayes gate 4  | Rudolf Jaffe wurde am 27. Mai 1923 in Lillestrøm geboren. Ihre Eltern waren Leopold Jaffe (geb. 1892 in Oslo) und Rakel geb. Simansky (geb. 1894 in Schweden). Er hatte eine ältere Schwester, Eva Marie (geb. 1919). Die Familie zog nach Tønsberg. Er besuchte die Statens Håndverks- og Kunstindustriskole in Oslo. Am 26. Oktober 1942 wurden er und sein Vater verhaftet und in das Internierungslager Berg verschleppt. Dort wurden sie gefangen gehalten bis am 26. November 1942 die Deportation mit dem Frachtschiff Donau Richtung Deutschland erfolgte. An Bord des Schiffes befanden sich auch Mutter und Schwester von Rudolf Jaffe sowie viele Verwandte der väterlichen Seite. Unmittelbar nach ihrer Ankunft im Vernichtungslager Auschwitz am 1. Dezember wurde Mutter und Schwester direkt in die Gaskammer geschickt und ermordet. Vater und Sohn wurden zur Zwangsarbeit ausgewählt und getrennt. Rudolf Jaffe wurde nach Golleschau verlegt, ein gefürchtetes Außenlager von Auschwitz. Er wurde am 15. Januar 1943 getötet, eineinhalb Monate nach seiner Ankunft. Sein Vater wurde im September 1943 in Auschwitz ermordet. |
|              | HIER ARBEITETE BENJAMIN KOKLIN GEBOREN 1891 DEPORTIERT 1942 AUSCHWITZ GETÖTET JAN. 1943                         | Fayes gate 3  | Benjamin Koklin wurde am 12. Oktober 1891 in Lettland geboren. Seine Eltern waren Benzion Kukla und Slowa Ethel geb. Leiserowitsch. Er hatte acht Geschwister, Esther (geb. 1879, später verehelichte Netupski), Gitel (später verehel. Scharff), Ruben, Selik, Semen, Slivka, Leiba (geb. 1896) und Raphael (geb. 1897). Er kam 1910 nach Norwegen und heiratete dort Ida geb. Becker, die ebenfalls aus Lettland stammte. Das Paar hatte fünf Kinder, Charles (1914–1994), Gitel (1916–1988, später verehel. Aasen), Ruth Lillemor (1916–1988, später verehel. Rødner (Rubinstein)), Julius (1922–1942) und Emil Georg (1925–1943). Die Familie lebte in Tønsberg, wo Benjamin Koklin einen Strumpfwarenladen führte. Er wurde am 26. Oktober 1942 bei einem Oslo-Besuch festgenommen und danach im Lager Berg bei Tønsberg gefangen gehalten, bevor er mit dem Frachter D/S Donau deportiert wurde. Auch seine Frau und die beiden jüngeren Söhne wurden verhaftet und waren an Bord desselben Schiffes. Alle vier wurden dann in Viehwaggons in das Vernichtungslager Auschwitz deportiert und dort ermordet. Seine Frau wurde unmittelbar nach der Ankunft in Auschwitz am 1. Dezember 1942 in eine Gaskammer geschickt und ermordet. Benjamin Koklin und seine Söhne überstanden zwar die Selektion an der Rampe, überlebten die Zwangsarbeit und die katastrophalen hygienischen Zustände nicht einmal zwei Monate. Benjamin Koklin starb am 1. Januar 1943, die beiden Söhne wenig später. Seine anderen drei Kinder und deren Ehepartner konnten die Shoah überleben. Benjamin und Ida Koklin bekamen postum zumindest drei Enkel und zwei Urenkel. |
|              | IN TØNSBERG WOHNTE EMIL GEORG KOKLIN GEBOREN 1925 DEPORTIERT 1942 AUSCHWITZ GETÖTET JAN. 1943                   | Fayes gate 3  | Emil Georg Koklin wurde am 17. November 1925 in Nordstrand in Oslo geboren. Seine Eltern, die aus Lettland stammten, waren Benjamin Koklin und Ida, geborene Becker. Koklin hatte vier ältere Geschwister, Charles (geboren 1914), Gitel (geboren 1916), Ruth (geboren 1919) und Julius (geboren 1922). Die Familie zog nach Tønsberg. Emil Georg Koklin machte eine Klempnerlehre und besuchte die Technische Abendschule. Am 26. Oktober 1942 wurde er festgenommen und im Internierungslager Berg inhaftiert. Einen Monat später wurde er mit dem Frachtschiff Donau nach Stettin überstellt und von dort in das Vernichtungslager Auschwitz deportiert. Emil Georg Koklin wurde hier im Januar 1943 ermordet. Seine Eltern und sein Bruder Julius wurden ebenfalls in Auschwitz ermordet. |
|              | IN TØNSBERG WOHNTE IDA KOKLIN GEB. BECKER GEBOREN 1887 DEPORTIERT 1942 AUSCHWITZ GETÖTET 1.12.1942              | Fayes gate 3  | Ida Koklin geb. Becker wurde am 15. Juni 1891 in Lettland geboren. Ihre Eltern waren Hesekiel Mordechai Becker (1861–1909) und Esther geb. Razumny oder Rasomny (1859–1946). Sie hatte drei Geschwister, Helene (1889–1956, später verehel. Fein), Hermann (1892–1975) und David (1900–1942). Die Familie emigrierte um 1900 nach Norwegen, ihr Bruder David wurde bereits in Oslo geboren. Sie heiratete dort Benjamin Koklin, einen Kaufmann, der ebenfalls aus Lettland stammte. Das Paar hatte fünf Kinder, Charles (1914–1994), Gitel (1916–1988, später verehel. Aasen), Ruth Lillemor (1916–1988, später verehel. Rødner (Rubinstein)), Julius (1922–1942) und Emil Georg (1925–1943). Die Familie lebte in Tønsberg, wo Benjamin Koklin einen Strumpfwarenladen führte. Nach dem Überfall Hitlerdeutschlands auf Norwegen war die ganze Familie wegen ihrer jüdischen Herkunft massiv gefährdet. Am 26. Oktober 1942 wurde ihr Ehemann verhaftet, schließlich auch die beiden jüngeren Söhne und sie selbst. Am 26. November 1942, als sie realisierte, was passieren würde, war sie allein mit ihrer Tochter Gitel zu Hause. Es gelang ihr noch, ihre Tochter bei der Küchentür hinauszuschieben. Ida Koklin wurde nach Akershuskaia transportiert und auf dem Frachter D/S Donau eingeschifft. An Bord befanden sich auch ihr Ehemann und die beiden jüngeren Söhne. Sie wurden alle zuerst nach Deutschland deportiert und von dort in das Vernichtungslager Auschwitz. Ida Koklin wurde unmittelbar nach der Ankunft am 1. Dezember 1942 an der Rampe von Mann und Söhnen getrennt. Die Männer wurden zur Zwangsarbeit eingeteilt, sie selbst wurde in einer Gaskammer ermordet. Benjamin Koklin und seine Söhne überlebten die Zwangsarbeit und die katastrophalen hygienischen Zustände nicht einmal zwei Monate. Benjamin Koklin starb am 1. Januar 1943, die beiden Söhne wenig später. Auch ihr Bruder David wurde in Auschwitz ermordet. Für ihn wurde im Osloer Stadtteil St. Hanshaugen ein Stolperstein verlegt. Ihre anderen drei Kinder und deren Ehepartner, ihre Mutter und die zwei anderen Geschwister konnten nach Schweden flüchten und die Shoah überleben. Benjamin und Ida Koklin bekamen postum zumindest drei Enkel und zwei Urenkel. |
|              | IN TØNSBERG WOHNTE JULIUS KOKLIN GEBOREN 1922 DEPORTIERT 1942 AUSCHWITZ GETÖTET 14.1.1943                       | Fayes gate 3  | Julius Koklin wurde am 31. Juli 1922 in Nordstrand in Oslo geboren. Seine Eltern, die aus Lettland stammten, waren Benjamin Koklin und Ida, geborene Becker. Koklin hatte vier Geschwister, Charles (geboren 1914), Gitel (geboren 1916), Ruth (geboren 1919) und Emil (geboren 1925). Die Familie zog nach Tønsberg. Julius Koklin besuchte das Gymnasium. Am 26. Oktober 1942 wurde er zusammen mit seinem Vater bei einem Besuch in Oslo festgenommen und im Internierungslager Berg inhaftiert. Einen Monat später wurde er mit dem Frachtschiff Donau nach Stettin überstellt und von dort in das Vernichtungslager Auschwitz deportiert. Julius Koklin erkrankte und wurde am 14. Januar 1943 nach einer Selektion ermordet. Seine Eltern und sein Bruder Emil wurden ebenfalls in Auschwitz ermordet. |
|              | HIER ARBEITETE ISAK PLESANSKY GEBOREN 1892 DEPORTIERT 1942 AUSCHWITZ GETÖTET 1.12.1942                          | Møllegaten 12 | Isak Plesansky wurde am 4. Mai 1892 in Smarhon in Weißrussland geboren. Seine Eltern waren Samson Plesansky (1867–1929) und Anna geb. Pruzan (1869–1939). Er hatte zwei Geschwister, Gabriel (1894–1943) und Chesne, später verehelichte Jacobsen (1899–1974). Er war Kaufmann, war dreimal verheiratet und hatte insgesamt fünf Kinder. Seine dritte Ehefrau war Rosa geb. Plavnik (1894–1942). Mit ihr hatte er drei Kinder, Bernard Prydal (der einzige, der überleben konnte), Sem und Mina. Er, seine Frau und die zwei jüngsten Kinder wurden am 1. Dezember 1942 im Vernichtungslager Auschwitz ausgelöscht. Sein Bruder und einer von dessen Söhnen wurden ebenfalls in Auschwitz ermordet, die Schwester konnte die Shoah überleben. Für Gabriel und Mauritz Plesansky wurden in der Gørbitz gate 4 in Oslo Stolpersteine verlegt. |
|              | IN TØNSBERG WOHNTE MINA PLESANSKY GEBOREN 1932 DEPORTIERT 1942 AUSCHWITZ GETÖTET 1.12.1942                      | Møllegaten 12 | Mina Plesansky wurde am 7. Mai 1932 in Tønsberg als jüngstes Kind von Isak Plesansky und Rosa geb. Plavnik geboren. Sie hatte zwei ältere Brüder, Bernhard (geb. 1924) und Sem (geb. 1930). Sie war zehn Jahre alt und ging zur Schule, als sie am 26. November 1942 gemeinsam mit ihrer Mutter und ihrem Bruder Sem verhaftet wurde. Am selben Tag wurde die Familie, auch der Vater, mit der D/S Donau nach Stettin deportiert und von dort in Viehwaggons in das Vernichtungslager Auschwitz. Unmittelbar nach ihrer Ankunft in Auschwitz am 1. Dezember 1942 wurde Mina Plesansky gemeinsam mit Eltern und Bruder in die Gaskammer geschickt und ermordet. Bernhard, ihr älterer Bruder, konnte mit 18 Jahren nach Schweden flüchten. Er überlebte als einziger der Familie die Shoah. |
|              | IN TØNSBERG WOHNTE ROSA PLESANSKY GEB. PLAVNIK GEBOREN 1894 DEPORTIERT 1942 AUSCHWITZ GETÖTET 1.12.1942         | Møllegaten 12 | Rosa Plesansky geb. Plavnik wurde am 5. Februar 1894 geboren. Über ihren Geburtsort gibt es divergierende Angaben. Ihre Eltern waren Mordechai Plavnik und Bashe Leya. Sie hatte zumindest eine Schwester, Mina, spätere Steinmann, und zwei Brüder, Salomon und Samuel. Sie kam um 1920 nach Norwegen und heiratete dort den aus Weißrussland zugewanderten Kaufmann Isak Plesansky. Das Paar hatten drei Kinder: Bernhard (geb. 1924), Sem (geb. 1930) und Mina (geb. 1932). Auch die Schwester und zumindest einer der Brüder waren nach Norwegen gekommen, hatten geheiratet und Kinder bekommen. Mina Steinmann, die fünf Kinder hatte, starb um 1930 in Oslo. Die Familie Plesansky lebte in Tønsberg, wo der Ehemann sein Geschäft hatte. Rosa Plesansky wurde am 26. November 1942 festgenommen. Sie, ihr Ehemann und die beiden jüngeren Kindern wurden in das deportiert. Bei der Ankunft in Auschwitz am 1. Dezember 1942 wurden alle vier direkt in die Gaskammer geschickt und getötet. Bernhard, der ältere Sohn, konnte noch im November 1942 nach Schweden flüchten und als einziger der Familie die Shoah überleben. Eine Reihe von Verwandten wurde ebenfalls im Zuge der Shoah ermordet. Vor dem Haus Solveien 112 in Oslo liegen fünf Stolpersteine, jeweils einer für ihren Bruder Salomon Plavnik, für dessen Söhne Elias und Oskar sowie für Harry und Samuel Leon Steinmann, beide Söhne ihrer Schwester Mina Steinmann. Samuel Leon Steinmann war einer der wenigen Juden aus Norwegen, die die Todeslager der Nationalsozialisten überleben konnten. |
|              | IN TØNSBERG WOHNTE SEM PLESANSKY GEBOREN 1930 DEPORTIERT 1942 AUSCHWITZ GETÖTET 1.12.1942                       | Møllegaten 12 | Sem Plesansky wurde am 7. Januar 1930 in Oslo als zweiter Sohn von Isak Plesansky und Rosa geb. Plavnik geboren. Er hatte einen älteren Bruder, Bernhard (geb. 1924), und eine jüngere Schwester, Mina (geb. 1932). Er war zwölf Jahre alt und ging zur Schule, als er am 26. November 1942 gemeinsam mit seiner Mutter und seiner Schwester verhaftet wurde. Am selben Tag wurde die Familie, auch der Vater, mit der D/S Donau nach Stettin deportiert und von dort in Viehwaggons in das Vernichtungslager Auschwitz. Unmittelbar nach ihrer Ankunft in Auschwitz am 1. Dezember 1942 wurde Sem Plesansky gemeinsam mit Eltern und Schwester in die Gaskammer geschickt und ermordet. Bernhard, sein älterer Bruder, konnte mit 18 Jahren nach Schweden flüchten. Er überlebte als einziger der Familie die Shoah. |

## Verlegedaten
Die Stolpersteine von Vestfold wurden an folgenden Tagen verlegt:
- 5. September 2012: Larvik
- 13. Juni 2014: Tønsberg